# Колібрі-фея фіолетоволобий
Колі́брі-фея фіолетоволобий (Heliothryx barroti) — вид серпокрильцеподібних птахів родини колібрієвих (Trochilidae). Мешкає в Мексиці, Центральній і Південній Америці. Вид названий на честь французького дипломата Адольфа Барро.

## Опис

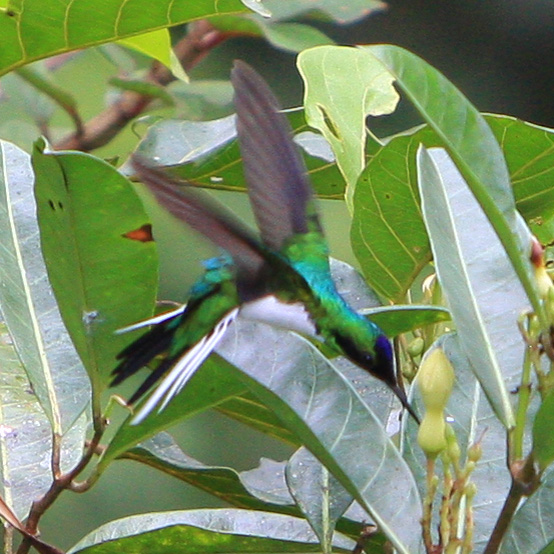
Самець фіолетоволобого колібрі-феї

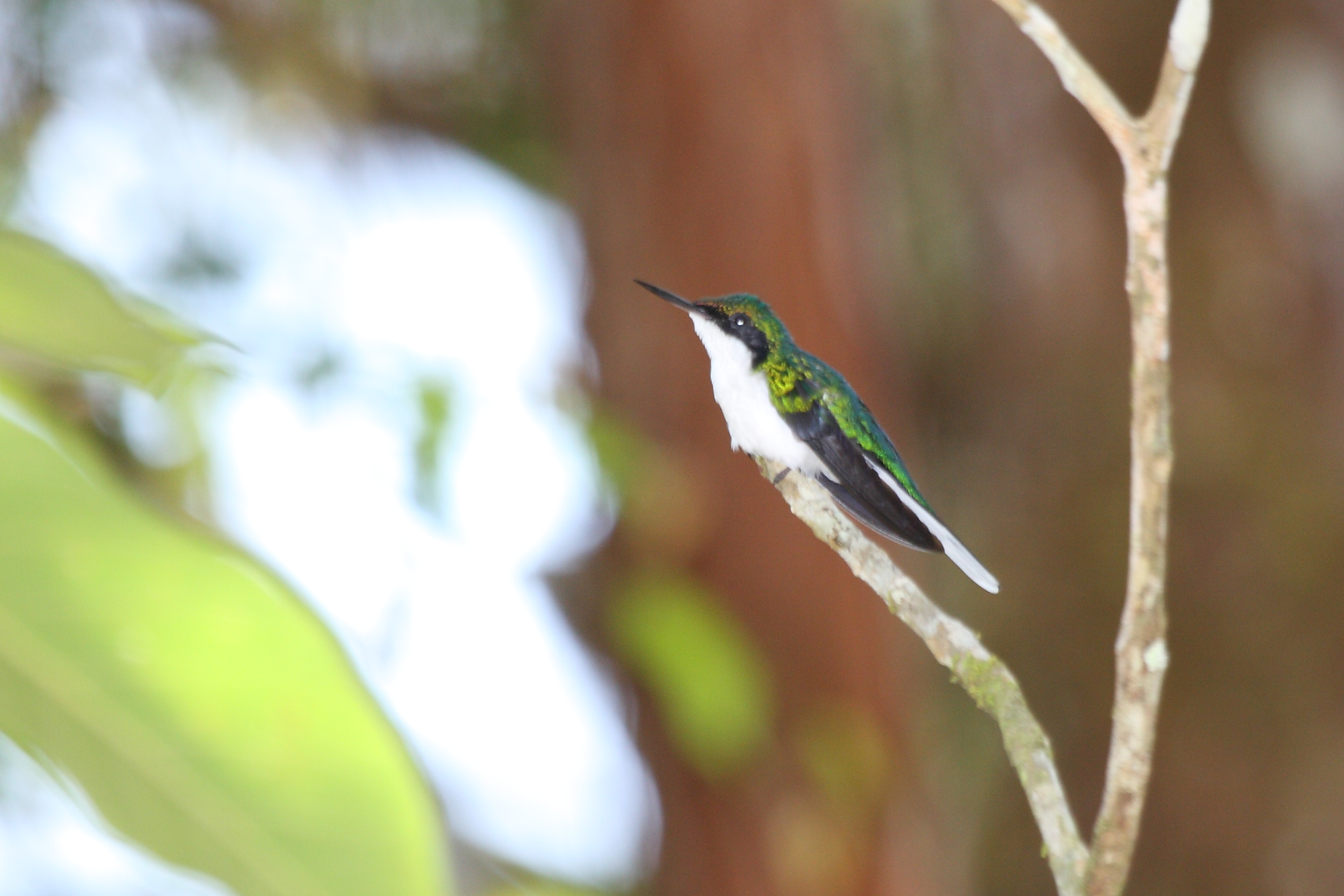
Самиця фіолетоволобого колібрі-феї

Довжина птаха становить 11,5-13 см, вага 5,5 г. У самців тім'я фіолетово-пурпурове. На обличчі у них чорна "маска", яка закінчується фіолетовими плямами з металевим відблиском, на щоках вона окаймлюється тонкою блискучрю зеленою смугою. Верхня частина тіла яскраво-смарагдово-зелена, нижня частина тіла біла. Хвіст довгий, східчастий, загострений, центральні стернові пера чорнуваті, крайні стернові пера білі. Дзьоб короткий, прямий, чорний, довжиною 15 мм. 
У самиць тім'я зелене, зелений відблиск на щоках відсутній. Центральні стернові пера у них коротші, ніж у самців. У молодих птахів пера на верхній частині тіла мають коричневі краї, горло і груди у них поцятковані темними плямами.

## Поширення і екологія
Фіолетоволобі колібрі-феї мешкають в Мексиці (на південь від східного Чіапаса і південного Табаско), на півночі Гватемали, в Белізі, на карибських схилах Гондурасу і Нікарагуа, на обох схилах Коста-Рики і Панами та на тихоокеанських схилах Колумбії, Еквадору і північно-західного Перу, а також у нижній течії долини Магдалени. Вони живуть у вологих рівнинних тропічних лісах, на узліссях і у вологих вторинних заростях. В Мексиці на півночі Центральної Америки зустрічаються на висоті до 500 м над рівнем моря, в Коста-Риці на висоті до 1675 м над рівнем моря, в Колумбії на висоті до 1000 м над рівнем моря, в Еквадорі на висоті до 800 м над рівнем моря.
Фіолетоволобі колібрі-феї живляться нектаром квітучих рослин, а також павуками і комахами, яких збирають з рослинності. Вони шукають нектар у верхньому і середньому ярусах лісу, на узліссях на більш низькій висоті. Іноді вони проколюють квітку біля основи, "викрадаючи" нектар. Не виявляють територіальної поведінки, однак є досить агресивними і протистоять атакам територіальних колібрі.
В Коста-Риці сезон розмноження у фіолетоволобих колібрі-фей триває з жовтня по березень. Гніздо невелике, конічної форми, чашоподібне, робиться з рослинного матеріалу, без використання лишайників, розміщується на кінчику тонкої гілки, на висоті від 6 до 20 м над землею, часто над водою. В кладці 2 яйця. Інкубаційний період триває 16-17 днів, пташенята покидають гніздо через 20-24 дні після вилуплення.